# Eberhard Wilkening
Eberhard Wilkening, auch Everd Wilken,  war ein aus der Grafschaft Schaumburg (Niedersachsen) stammender Baumeister der so genannten „Weserrenaissance“. 
Die Lebensdaten von Wilkening sind nicht überliefert. Bekannt ist lediglich, dass er von 1582 bis 1605 als Meister in Hameln ansässig war. Im Gegensatz zu anderen Baumeistern seiner Zeit (z. B. Jörg Unkair, Hermann Wulff), hat er seine Bauten weder mit seinen Initialen, noch mit einem Meisterzeichen versehen. Seine Tätigkeit lässt sich bisher nur für den Bau des Kerssenbrockschen Schlosses in Barntrup nachweisen. Hier wird er in den Baurechnungen genannt. Aus stilkritischen Gründen werden ihm weitere Bauwerke in Weserraum zugeschrieben, darunter Schloss Hämelschenburg.

## Werke
- 1584–88: Barntrup, Schloss
- 1588–92: Hämelschenburg, Schloss
- 1602:    Hameln, Osterstraße 28 (Rattenfängerhaus)
- 1602:    Schwöbber, Schloss, Teichflügel
- 1607/08: Hameln, Am Markt 7 (Demptersches Haus)
- 1610–17: Hameln, Hochzeitshaus
- 1613–16: Wendlinghausen, Schloss
- 1613–16: Haddenhausen, Schloss